# Xenisthmidae
Los Xenisthmidae son una familia de peces marinos incluida en el orden Perciformes. Su nombre procede del griego: xenos (extraño, raro) + isthmia (cuello o garganta).

## Hábitat
Todas las especies son marinas, ninguna de agua dulce, distribuidos por las costas del océano Índico y el océano Pacífico.
 Vive en parches de arena adyacentes a los arrecifes de coral o escombros de arrecife.

## Morfología
El labio inferior con un margen ventral libre, todas las especies son pequeñas, la mayoría de menos de 2'5 cm de longitud máxima.

## Géneros y especies
Existen 14 especies agrupadas en 6 géneros:
- Género Allomicrodesmus (Schultz, 1966)
  - Allomicrodesmus dorotheae (Schultz, 1966)
- Género Gymnoxenisthmus (Gill, Bogorodsky y Mal, 2014)
  - Gymnoxenisthmus tigrellus (Gill, Bogorodsky y Mal, 2014)
- Género Paraxenisthmus (Gill y Hoese, 1993)
  - Paraxenisthmus cerberusi (Winterbottom y Gill, 2006)
  - Paraxenisthmus springeri (Gill y Hoese, 1993)
- Género Rotuma (Springer, 1988)
  - Rotuma lewisi (Springer, 1988)
- Género Tyson (Springer, 1983)
  - Tyson belos (Springer, 1983)
- Género Xenisthmus (Snyder, 1908)
  - Xenisthmus africanus (Smith, 1958)
  - Xenisthmus balius (Gill y Randall, 1994)
  - Xenisthmus chapmani (Schultz, 1966)
  - Xenisthmus chi (Gill y Hoese, 2004)
  - Xenisthmus clarus (Jordan y Seale, 1906)
  - Xenisthmus eirospilus (Gill y Hoese, 2004)
  - Xenisthmus polyzonatus (Klunzinger, 1871)
  - Xenisthmus semicinctus (Gill y Hoese, 2004)